# Rozella białolica
Rozella białolica (Platycercus eximius) – gatunek średniej wielkości ptaka z rodziny papug wschodnich (Psittaculidae). Zasiedla południowo-wschodnią i wschodnią Australię oraz Tasmanię. Introdukowany również na Nową Zelandię i wyspę Norfolk. Nie jest zagrożony wyginięciem. Dość często spotykany w hodowlach.

## Taksonomia

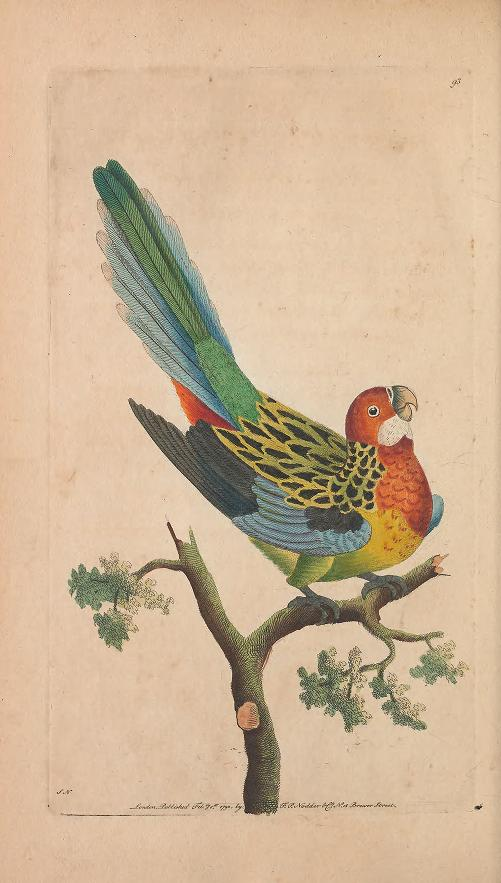
Ilustracja załączona do pierwszego opisu

Po raz pierwszy gatunek opisał George Shaw. Opis ukazał się w The naturalists' miscellany w 1792; dołączona była doń tablica barwna (patrz: po lewej) o numerze 93. Autor nadał nowemu gatunkowi nazwę Psittacus eximius. Holotyp pochodził z Nowej Południowej Walii. Obecnie (2023) Międzynarodowy Komitet Ornitologiczny (IOC) umieszcza rozellę białolicą w rodzaju Platycercus. Niektórzy autorzy uznawali rozelle: białolicą, żółtawą (P. venustus) i bladą (P. adscitus) za jeden gatunek. IOC traktuje te 3 taksony jako odrębne gatunki i wyróżnia 3 podgatunki rozelli białolicej – nominatywny, P. e. elecica i P. e. diemenensis. Chronologicznie najnowszy jest P. e. elecica, opisany w 1989 na łamach Canberra Bird Notes. P. e. diemenensis został opisany w 1911 przez Northa; opisał ten takson już wcześniej w 1896, ale nie nadał mu nazwy. P. e. aureodorsalis to młodszy synonim, niemający pierwszeństwa, względem P. e. elecica.

## Podgatunki i zasięg występowania
IOC wyróżnia następujące podgatunki:
- P. e. elecica Schodde & Short, 1989 – południowo-wschodni Queensland i północno-wschodnia Nowa Południowa Walia
- P. e. eximius (Shaw, 1792) – południowo-wschodnia Nowa Południowa Walia, Wiktoria i południowo-wschodnia Australia Południowa
- P. e. diemenensis North, 1911 – Tasmania

Rozelle białolice zostały introdukowane na Nową Zelandię. Po raz pierwszy pojawiły się w Dunedin, w 1910. Następnie w okolicach 1920 wprowadzono je do Auckland, a w latach 60. XX wieku – do Wellington. Populacja na Wyspie Południowej jest niewielka i ograniczona do okolic Dunedin. Na Wyspie Północnej występują dwie populacje i tam papugi te są powszechniejsze, występują zwłaszcza w okolicach Northland, Auckland, Waikato, Wairarapa i Wellington.
Komisja Faunistyczna Sekcji Ornitologicznej Polskiego Towarzystwa Zoologicznego wymienia rozellę białolicą na liście gatunków stwierdzonych w Polsce, lecz nie zaliczonych do awifauny krajowej (kategoria E w klasyfikacji AERC – pojaw nienaturalny).

## Morfologia
Długość ciała wynosi 29–34 cm, masa ciała – 90–120 g. Głowę porastają pióra szkarłatne, policzki i gardło są białe. Pióra na wierzchu ciała wyróżniają czarne środki, pozostała ich część jest żółta i zielona na krawędziach. Kuper i pokrywy nadogonowe są żółtozielone z delikatnymi, ciemnymi krawędziami. Zgięcie skrzydła porośnięte niebieskimi piórami. Pokrywy skrzydłowe mniejsze czarne, średnie i większe – jasnoniebieskie. Lotki czarne z niebieskimi (zewnętrzne lotki) lub żółtymi krawędziami. Wewnętrzne lotki II rzędu mają bardziej zielonawe końcówki. Lotki I rzędu wyróżniają się emarginacją. Spód skrzydła czarniawy, pokrywy podskrzydłowe niebieskie. Górna część piersi szkarłatna, jaskrawa, niższa część żółta z cienkimi, ciemnymi krawędziami piór. Okolice kloaki porastają pióra żółtozielone. Pokrywy podogonowe czerwone. Sterówki u nasady zielone, ku końcowi kolor przechodzi w niebieski; zewnętrzne sterówki mają ciemniejsze nasady, a na końcu są jasnoniebieskie. Od spodu ogon zdaje się być jasnoniebieski z białym końcem. Dziób jasnoszary, tęczówka ciemnobrązowa; nogi szarobrązowe. Samica jest nieznacznie mniejsza od samca, czerwień na jej głowie jest mniej intensywna, a zieleń na grzbiecie – bardziej intensywna. Wiele samic ma również jasny pasek skrzydłowy. Wymiary szczegółowe (nieokreślona liczba i płeć ptaków): długość skrzydła – 138–161 mm, długość ogona 146–178 mm; długość dzioba 15–17 mm; długość skoku – 19–22 mm.
Istnieje rzadka, czerwona odmiana, którą można odróżnić od hybryd rozelli białolicych z królewskimi (P. elegans) dzięki czysto białym policzkom (nie biało-niebieskim lub niebieskim). Ptaki podgatunku P. e. elecica wyróżniają się ciemniejszą głową i piersią, niebiesko- lub turkusowozielonym kuprem i szerokimi, żółtymi (bardziej zielonawymi u samic) końcówkami piór grzbietu. Osobniki podgatunku P. e. diemenensis mają większą białą plamę na policzkach oraz obszerniejszą i ciemniejszą czerwień na głowie i piersi.

## Ekologia i zachowanie

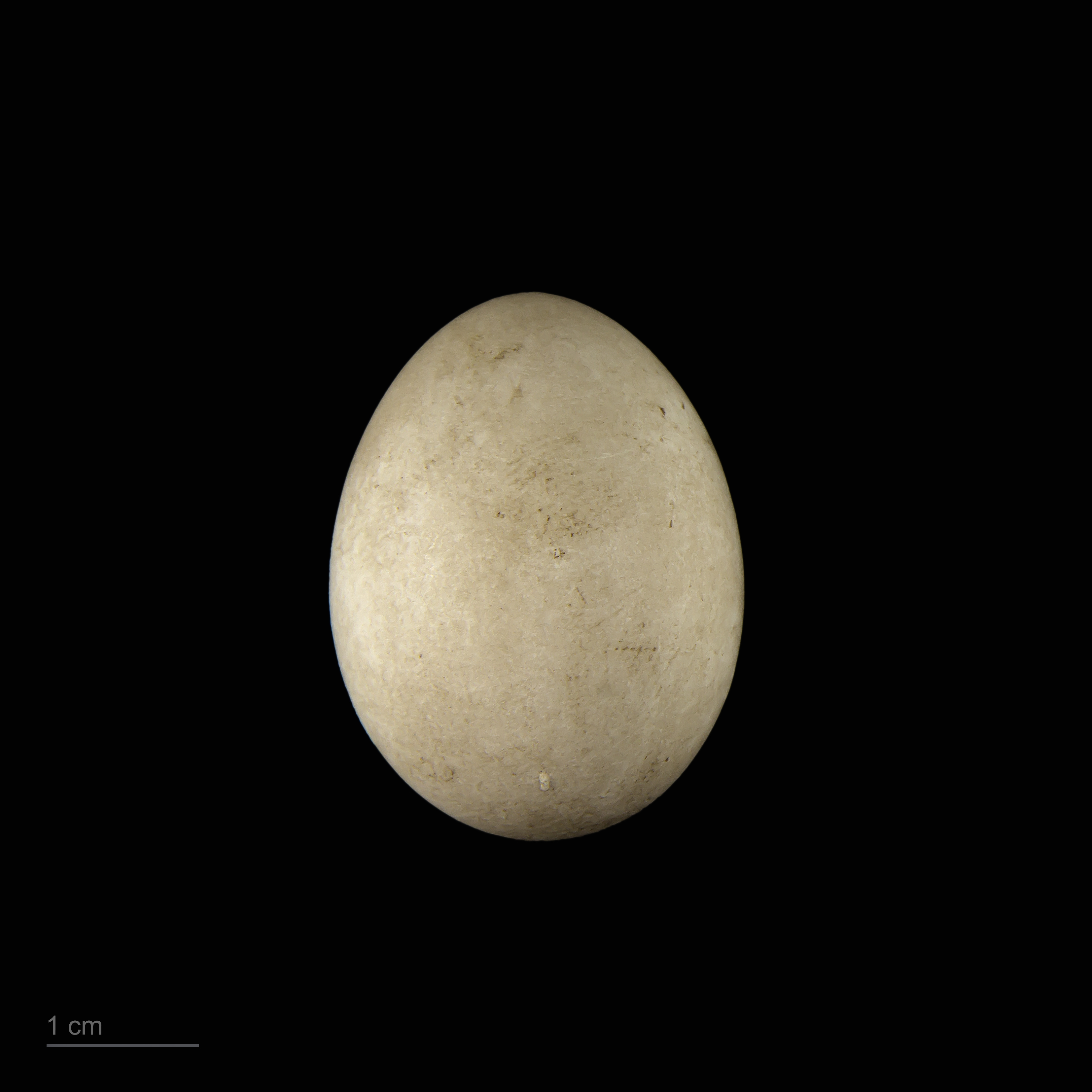
Jajo z kolekcji muzealnej

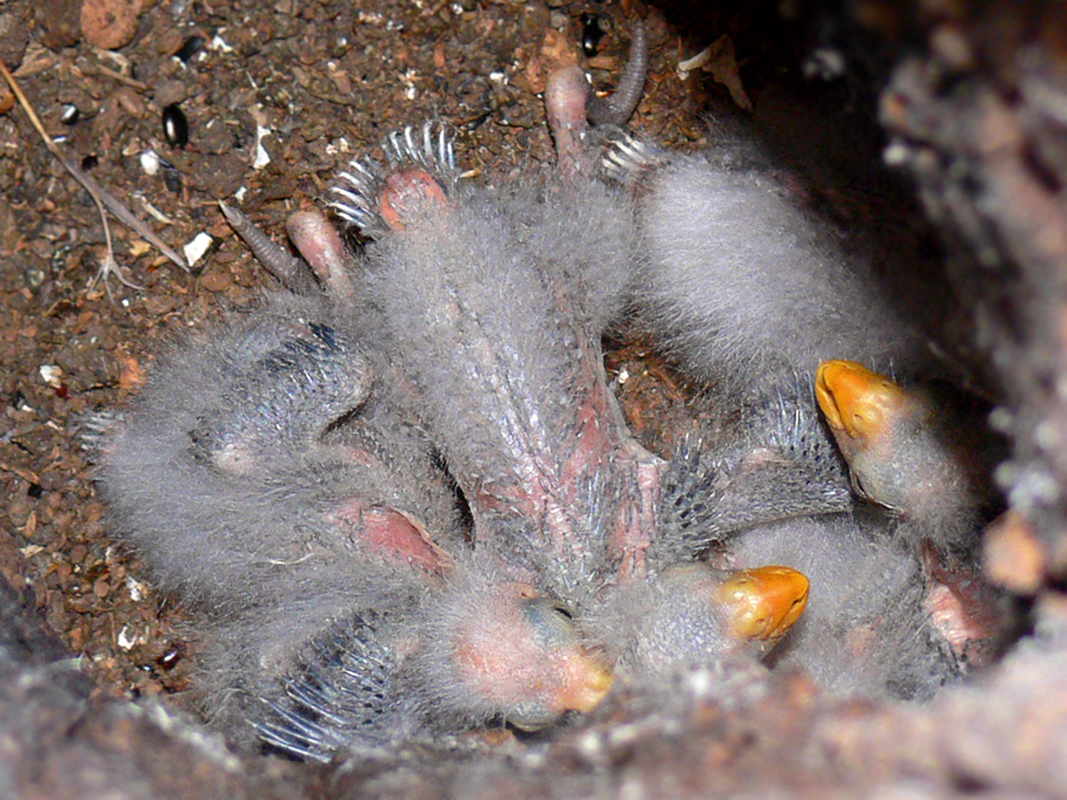
Pisklęta

Rozelle białolice zamieszkują różnorodne środowiska – otwarte lasy, lasy nadrzeczne, eukaliptusowe zagajniki, obrzeża lasów, obszary trawiaste, pastwiska, obszary rolnicze i obszary podmiejskie. Na Nowej Zelandii, gdzie zostały introdukowane, zamieszkują lasy sosnowe i zakrzewienia. Papugi te zasiedlają obszary o rocznej sumie opadów przekraczającej 400 mm, odnotowywane bywały najwyżej do 1250 m n.p.m. Nie są szczególnie związane z eukaliptusami Eucalyptus gracilis, w suchszych obszarach wybierają tylko zadrzewione brzegi cieków.
Rozelle białolice to ufne ptaki. Przy drapaniu się po głowie przekładają nogę nad skrzydłem. Najczęściej widywane są w parach lub małych grupach. Integrują się z rozellami królewskimi (P. elegans),  bladymi (P. adscitus) i świergotkami seledynowymi (Psephotus haematonotus). Od końca sezonu lęgowego do wczesnej wiosny można napotkać również większe stada. Pożywienie rozelli białolicych stanowią nasiona, jagody, owoce, kwiaty, nektar i owady. Żerują zarówno w drzewach, jak i na ziemi. Mogą powodować szkody w sadach.

### Lęgi
Okres lęgowy trwa od czerwca do marca. Podczas zalotów samiec opuszcza skrzydła, stroszy pióra na piersi i kuprze oraz kłania się, rozkładając i kiwając ogonem. Gniazdo często umieszczone jest w dziupli, ale zdarzały się też gniazda w norach żołny tęczowej (Merops ornatus), na słupach telegraficznych i w dziurach w ściętych pniach. W zniesieniu znajduje się od 4 do 6 jaj (maksymalnie notowano 9), składane są na wyściółkę gniazda z butwiejących wiórów drewna. Samica wysiaduje jaja przez około 18 dni. Około 10 dni po wykluciu młodymi zajmują się już oboje rodzice, młode opierzają się w pełni po blisko 33 dniach życia. Pozostają z rodzicami jeszcze miesiąc, póki nie zaczną kolejnego lęgu.

## Status i ochrona
IUCN uznaje rozellę białolicą za gatunek najmniejszej troski (LC, Least Concern) nieprzerwanie od 1988 (stan w 2022). Liczebność populacji nie została oszacowana, ale ptak ten opisywany jest jako bardzo pospolity w większości zasięgu występowania. BirdLife International ocenia trend liczebności populacji jako rosnący ze względu na postępujące niszczenie środowiska, które tworzy nowe miejsca życia dla rozelli. Gatunek ten jest ujęty w II załączniku konwencji waszyngtońskiej (CITES).

## W niewoli

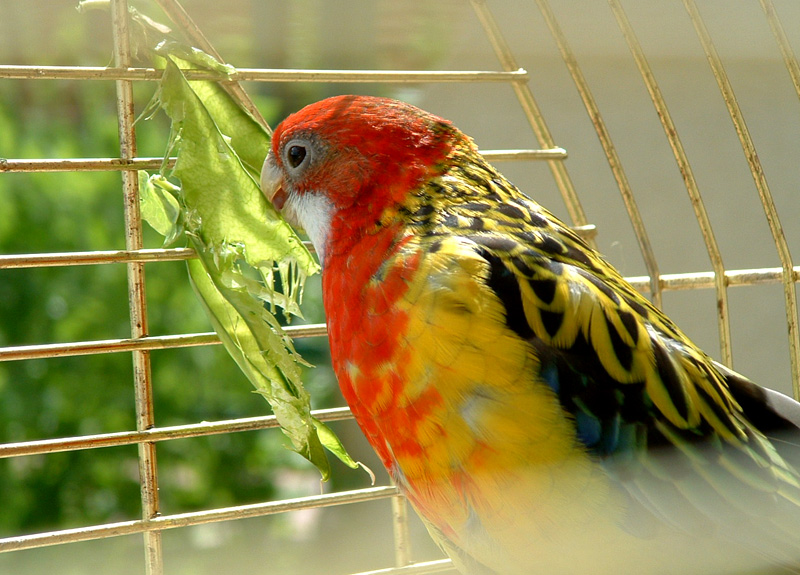

Rozelle białolice w niewoli mogą żyć do 20 lat. Potrzebują woliery o długości minimum 3 m. W diecie potrzebują mieszanki ziaren: kanaru, owsa, krokosza, prosa i niewielkich ilości nasion konopi. Słonecznik należy podawać w ilościach ograniczonych. Papugom należy zapewnić kiełki, np. fasoli mung, i warzywa, np. gotowaną fasolę półksiężycowatą, kukurydzę, zielone liście, np. buraka, mniszka, sałaty, gwiazdnicy. Należy też podawać warzywa, jak marchew, seler, cukinia, owoce – jabłka, gruszki, banany, pomarańcze, granaty oraz orzechy.